# Synima
Synima es un género de plantas de la familia Sapindaceae. Contiene tres especies

## Especies seleccionadas
- Synima cordieri
- Synima cordierii
- Synima macrophylla

- Datos: Q9080920
- Especies: Synima